# Eurocup 2014-15
La temporada 2014-15 de la Eurocup (la segunda competición de clubes de baloncesto de Europa) se disputó del 14 de octubre de 2014 al 29 de abril de 2015 y la organizó la Unión de Ligas Europeas de Baloncesto (ULEB).
Esta fue la 7.ª edición de la competición en la era moderna de la Eurocup. Incluyendo la competición previa de la Copa ULEB, fue la 13.ª edición de la segunda competición del baloncesto masculino de clubs europeos. El ganador de esta competición se gana una plaza en la fase de grupos de la Euroleague de la próxima temporada.

## Formato de la competición
Para esta temporada la competición contiene 36 equipos en la fase de grupos. Hay 6 grupos, cada uno con 6 equipos. Los equipos se dividen en dos conferencias regionales, la Conferencia Este y la Conferencia Oeste, para la fase de grupos. Los 36 equipos se componen de los 7 equipos que fueron eliminados en la fase previa de la Euroleague y 29 equipos que se clasificaron directamente a la Eurocup, ya sea a través de resultados de la temporada anterior, o a través de tarjetas de invitación. Los cuatro primeros equipos de cada uno de los grupos de la fase de grupos se clasifican para unirse al Last 32. Además, los 8 clubes de la Euroleague que no se clasifican para el Top 16, se unen a los 24 equipos restantes para el Last 32 de la Eurocup.
Los dos mejores equipos de cada grupo del Last 32 avanzan a los octavos de final. En esta fase se juega en un formato de ida y de vuelta, determinada por un marcador global. El equipo mejor clasificado del Last 32 juega la vuelta en casa. Los 8 ganadores de los octavos de final avanzarán a los cuartos de final. En esta fase se juega en un formato de ida y de vuelta, determinada por un marcador global. El equipo mejor clasificado del Last 32 juega la vuelta en casa. 
Los 4 ganadores de los cuartos de final avanzarán a las Semifinales. En esta fase se juega en un formato de ida y de vuelta, determinada por un marcador global. El equipo mejor clasificado del Last 32 juega la vuelta en casa. Los dos últimos equipos restantes avanzan a las Finales. En esta fase se juega en un formato de ida y de vuelta, determinada por un marcador global. El equipo mejor clasificado del Last 32 juega la vuelta en casa.

## Equipos
Los equipos fueron confirmados el 26 de junio de 2014 por la Euroleague Basketball.
| Campeón | Subcampeón | Semifinales | Cuartos de final | Octavos de final | Last 32 | Fase de grupos |

| País (Liga)           | Equipos | Equipos (Ranking en la liga nacional 2013-14) | Equipos (Ranking en la liga nacional 2013-14) | Equipos (Ranking en la liga nacional 2013-14) |
| --------------------- | ------- | --------------------------------------------- | --------------------------------------------- | --------------------------------------------- |
| Francia (LNB)         | 6       | Limoges CSP‡ (1)                              | Strasbourg^ (2)                               | SLUC Nancy (3)                                |
| Francia (LNB)         | 6       | JDA Dijon (4)                                 | Paris Levallois† (6)                          | ASVEL Lyon Villeurbanne^ (7)                  |
| Alemania (BBL)        | 5       | FC Bayern Munich‡ (1)                         | EWE Baskets Oldenburg (3)                     | Artland Dragons Quakenbrueck (4)              |
| Alemania (BBL)        | 5       | Brose Baskets Bamberg† (5)                    | Telekom Baskets Bonn† (6)                     |                                               |
| Rusia (VTB)           | 5       | Unics Kazan‡ (3)                              | Khimki Moscow Region (5)                      | Lokomotiv Kuban Krasnodar (6)                 |
| Rusia (VTB)           | 5       | Zenit St Petersburg (8)                       | Krasny Oktyabr Volgograd† (11)                |                                               |
| España (ACB)          | 4       | Valencia Basket‡ (3)                          | Herbalife Gran Canaria (5)                    |                                               |
| España (ACB)          | 4       | Baloncesto Sevilla (7)                        | CAI Zaragoza (8)                              |                                               |
| Italia (Lega A)       | 4       | Dinamo Banco di Sardegna Sassari‡ (3)         | Virtus Rome (4)                               |                                               |
| Italia (Lega A)       | 4       | FoxTown Cantu† (5)                            | Grissin Bon Reggio Emilia (7)                 |                                               |
| Turquía (TBL)         | 3       | Banvit Bandirma (3)                           | Pinar Karsiyaka Izmir (4)                     | Besiktas Integral Forex Istanbul† (6)         |
| Bélgica (BLB)         | 2       | Telenet Ostend^ (1)                           | Proximus Spirou Charleroi† (5)                |                                               |
| Letonia (LBL)         | 2       | Ventspils (1)                                 | VEF Riga^ (2)                                 |                                               |
| Lituania (LKL)        | 2       | Neptunas Klaipeda‡ (2)                        | Lietuvos Rytas Vilnius (3)                    |                                               |
| Polonia (PLK)         | 2       | PGE Turow Zgorzelec‡ (1)                      | Stelmet Zielona Gora^ (2)                     |                                               |
| Croacia (ABA)         | 1       | Cedevita Zagreb‡ (2)                          |                                               |                                               |
| Eslovenia (ABA)       | 1       | Union Olimpija Ljubljana† (10)                |                                               |                                               |
| Grecia (GBL)          | 1       | PAOK Thessaloniki (3)                         |                                               |                                               |
| Hungría (NB1/A)       | 1       | Szolnoki Olaj† (1)                            |                                               |                                               |
| Israel (BSL)          | 1       | Hapoel Bank Yahav Jerusalem^ (3)              |                                               |                                               |
| Montenegro (ABA)      | 1       | Buducnost VOLI Podgorica (5)                  |                                               |                                               |
| República Checa (NBL) | 1       | CEZ Basketball Nymburk^ (1)                   |                                               |                                               |
| Rumania (RBD)         | 1       | CSU Asesoft Ploiesti† (1)                     |                                               |                                               |
| Serbia (ABA)          | 1       | Partizan NIS Belgrade (4)                     |                                               |                                               |

Notas:

† Clasificados a través de tarjeta de invitación.

^ Eliminados en la fase previa de la Euroleague.

‡ Eliminados en la fase de grupos de la Euroleague.

## Sorteo
El sorteo se celebró el 29 de septiembre de 2014, después de que se jugara la fase previa de la Euroleague.
Los equipos fueron divididos en dos conferencias geográficas con 18 equipos y 3 grupos cada conferencia. Los equipos de cada conferencia se pusieron en seis bombos de tres equipos de acuerdo con la clasificación del club, sobre la base de su desempeño en las competiciones europeas durante un período de tres años.
Dos equipos de un mismo país no pueden coincidir juntos en el mismo grupo de la fase de grupos, si es posible. Las naciones de la ex Yugoslavia, que compiten de manera conjunta en la Liga Adriática -Serbia, Croacia, Eslovenia, Montenegro, Macedonia y Bosnia-Herzegovina- se consideran como un solo país para efectos del sorteo.
| Conferencia Oeste                                                           | Conferencia Oeste                                                     | Conferencia Oeste                                                                      |
| Bombo 1                                                                     | Bombo 2                                                               | Bombo 3                                                                                |
| --------------------------------------------------------------------------- | --------------------------------------------------------------------- | -------------------------------------------------------------------------------------- |
| CEZ Basketball Nymburk (72) FoxTown Cantu (66) Brose Baskets Bamberg (64)   | CAI Zaragoza (52) Baloncesto Sevilla (52) Herbalife Gran Canaria (52) | Telenet Ostend (43) Virtus Rome (40) Grissin Bon Reggio Emilia (40)                    |
| Bombo 4                                                                     | Bombo 5                                                               | Bombo 6                                                                                |
| ASVEL Lyon Villeurbanne (33) Proximus Spirou Charleroi (31) Strasbourg (29) | Paris Levallois (29) SLUC Nancy (29) JDA Dijon (29)                   | Artland Dragons Quakenbrueck (25) EWE Baskets Oldenburg (25) Telekom Baskets Bonn (25) |

| Conferencia Este                                                                       | Conferencia Este                                                                         | Conferencia Este                                                                     |
| Bombo 1                                                                                | Bombo 2                                                                                  | Bombo 3                                                                              |
| -------------------------------------------------------------------------------------- | ---------------------------------------------------------------------------------------- | ------------------------------------------------------------------------------------ |
| Khimki Moscow Region (111) Lokomotiv Kuban Krasnodar (102) Lietuvos Rytas Vilnius (71) | Banvit Bandirma (66) Besiktas Integral Forex Istanbul (65) Pinar Karsiyaka Izmir (65)    | Buducnost VOLI Podgorica (63) Zenit St Petersburg (61) Krasny Oktyabr Volgograd (61) |
| Bombo 4                                                                                | Bombo 5                                                                                  | Bombo 6                                                                              |
| Partizan NIS Belgrade (59) VEF Riga (55) Ventspils (55)                                | Hapoel Bank Yahav Jerusalem (53) Union Olimpija Ljubljana (48) Stelmet Zielona Gora (39) | PAOK Thessaloniki (30) CSU Asesoft Ploiesti (13) Szolnoki Olaj (12)                  |

## Fase de grupos
La fase de grupos se jugó entre el 14 de octubre y el 17 de diciembre de 2014.
Si los equipos están empatados en victoria y derrotas al final de la fase de grupos, el desempate se aplican en el siguiente orden:
1. Victorias y derrotas entre los equipos implicados.
2. Diferencia de puntos entre los equipos implicados.
3. Diferencia de puntos durante la fase de grupos.
4. Puntos conseguidos durante la fase de grupos.
5. Suma de los cocientes de los puntos a favor y puntos en contra en cada partido de la fase de grupos.

| Clasificados para el Last 32 | Eliminados |

### Conferencia Oeste

#### Grupo A
|    | Equipo                    | PJ | PG | PP | PF  | PC  | +/- |
| -- | ------------------------- | -- | -- | -- | --- | --- | --- |
| 1. | Strasbourg                | 10 | 8  | 2  | 742 | 701 | +41 |
| 2. | Brose Baskets Bamberg     | 10 | 6  | 4  | 768 | 672 | +96 |
| 3. | Paris Levallois           | 10 | 5  | 5  | 753 | 759 | -6  |
| 4. | CAI Zaragoza              | 10 | 5  | 5  | 831 | 812 | +19 |
| 5. | Telekom Baskets Bonn      | 10 | 4  | 6  | 774 | 851 | -77 |
| 6. | Grissin Bon Reggio Emilia | 10 | 2  | 8  | 735 | 808 | -73 |

|     | BRO   | CAI   | REG    | SIG   | PLV   | TBB    |
| BRO |       | 90-74 | 75-61  | 63-70 | 81-55 | 104-79 |
| CAI | 78-76 |       | 93-79  | 71-73 | 77-76 | 90-75  |
| REG | 70-67 | 75-87 |        | 59-66 | 78-72 | 84-85  |
| SIG | 77-74 | 88-86 | 74-66  |       | 71-75 | 76-48  |
| PLV | 56-67 | 90-87 | 88-76  | 76-61 |       | 87-80  |
| TBB | 52-71 | 90-88 | 101-87 | 83-86 | 81-78 |        |
| --- | ----- | ----- | ------ | ----- | ----- | ------ |

#### Grupo B
|    | Equipo                       | PJ | PG | PP | PF  | PC  | +/-  |
| -- | ---------------------------- | -- | -- | -- | --- | --- | ---- |
| 1. | Herbalife Gran Canaria       | 10 | 10 | 0  | 837 | 704 | +133 |
| 2. | Telenet Ostend               | 10 | 6  | 4  | 768 | 766 | +2   |
| 3. | JDA Dijon                    | 10 | 6  | 4  | 710 | 739 | -29  |
| 4. | FoxTown Cantu                | 10 | 4  | 6  | 738 | 752 | -14  |
| 5. | ASVEL Lyon Villeurbanne      | 10 | 3  | 7  | 744 | 791 | -47  |
| 6. | Artland Dragons Quakenbrueck | 10 | 1  | 9  | 725 | 770 | -45  |

|     | CTU    | HGC   | OST   | ASV   | JDA   | DRA   |
| CTU |        | 63-80 | 68-60 | 79-69 | 89-63 | 77-78 |
| HGC | 101-81 |       | 79-70 | 73-66 | 94-60 | 74-63 |
| OST | 83-77  | 76-83 |       | 99-97 | 80-71 | 84-82 |
| ASV | 78-70  | 75-92 | 70-78 |       | 77-78 | 84-83 |
| JDA | 74-66  | 69-71 | 72-63 | 75-58 |       | 69-65 |
| DRA | 66-68  | 81-90 | 67-75 | 64-70 | 76-79 |       |
| --- | ------ | ----- | ----- | ----- | ----- | ----- |

#### Grupo C
|    | Equipo                    | PJ | PG | PP | PF  | PC  | +/- |
| -- | ------------------------- | -- | -- | -- | --- | --- | --- |
| 1. | Virtus Rome               | 10 | 7  | 3  | 826 | 773 | +53 |
| 2. | SLUC Nancy                | 10 | 6  | 4  | 776 | 742 | +34 |
| 3. | CEZ Basketball Nymburk    | 10 | 5  | 5  | 771 | 780 | -9  |
| 4. | Baloncesto Sevilla        | 10 | 5  | 5  | 776 | 757 | +19 |
| 5. | EWE Baskets Oldenburg     | 10 | 4  | 6  | 737 | 737 | 0   |
| 6. | Proximus Spirou Charleroi | 10 | 3  | 7  | 705 | 802 | -97 |

|     | NYM   | SEV   | ROM   | SPI    | SLU   | EWE   |
| NYM |       | 91-82 | 89-87 | 67-73  | 89-80 | 77-71 |
| SEV | 65-66 |       | 98-80 | 80-75  | 85-75 | 68-59 |
| ROM | 78-72 | 84-82 |       | 100-69 | 84-79 | 83-81 |
| SPI | 82-73 | 82-72 | 59-88 |        | 73-88 | 62-75 |
| SLU | 78-76 | 68-59 | 64-76 | 87-62  |       | 72-67 |
| EWE | 84-71 | 77-85 | 80-66 | 72-68  | 71-85 |       |
| --- | ----- | ----- | ----- | ------ | ----- | ----- |

### Conferencia Este

#### Grupo D
|    | Equipo                           | PJ | PG | PP | PF  | PC  | +/-  |
| -- | -------------------------------- | -- | -- | -- | --- | --- | ---- |
| 1. | Khimki Moscow Region             | 10 | 8  | 2  | 872 | 756 | +116 |
| 2. | Besiktas Integral Forex Istanbul | 10 | 7  | 3  | 773 | 705 | +68  |
| 3. | Union Olimpija Ljubljana         | 10 | 6  | 4  | 800 | 782 | +18  |
| 4. | Zenit St Petersburg              | 10 | 5  | 5  | 808 | 809 | -1   |
| 5. | Szolnoki Olaj                    | 10 | 3  | 7  | 748 | 822 | -74  |
| 6. | VEF Riga                         | 10 | 1  | 9  | 705 | 832 | -127 |

|     | KHI   | BJK   | ZEN   | VEF   | UOL    | SZO   |
| KHI |       | 82-78 | 90-68 | 94-65 | 105-77 | 98-84 |
| BJK | 66-64 |       | 87-73 | 88-71 | 68-70  | 67-68 |
| ZEN | 89-86 | 86-90 |       | 84-70 | 75-74  | 81-61 |
| VEF | 79-86 | 64-76 | 66-74 |       | 74-83  | 71-61 |
| UOL | 85-88 | 57-80 | 89-84 | 90-61 |        | 89-67 |
| SZO | 65-79 | 70-73 | 96-94 | 96-84 | 80-86  |       |
| --- | ----- | ----- | ----- | ----- | ------ | ----- |

#### Grupo E
|    | Equipo                      | PJ | PG | PP | PF  | PC  | +/- |
| -- | --------------------------- | -- | -- | -- | --- | --- | --- |
| 1. | Lietuvos Rytas Vilnius      | 10 | 8  | 2  | 840 | 774 | +66 |
| 2. | Banvit Bandirma             | 10 | 6  | 4  | 788 | 768 | +20 |
| 3. | Krasny Oktyabr Volgograd    | 10 | 6  | 4  | 759 | 765 | -6  |
| 4. | CSU Asesoft Ploiesti        | 10 | 5  | 5  | 814 | 833 | -19 |
| 5. | Partizan NIS Belgrade       | 10 | 3  | 7  | 734 | 774 | -20 |
| 6. | Hapoel Bank Yahav Jerusalem | 10 | 2  | 8  | 806 | 827 | -21 |

|     | LRY    | BAN   | OKT   | PAR   | JER   | ASE     |
| LRY |        | 92-80 | 82-91 | 92-65 | 98-88 | 79-72   |
| BAN | 66-71  |       | 90-75 | 90-85 | 80-76 | 81-66   |
| OKT | 63-77  | 80-68 |       | 61-59 | 69-67 | 75-81   |
| PAR | 76-85  | 61-77 | 84-70 |       | 64-83 | 76-69   |
| JER | 70-81  | 78-82 | 78-79 | 82-79 |       | 110-112 |
| ASE | 103-83 | 84-74 | 79-96 | 65-85 | 83-74 |         |
| --- | ------ | ----- | ----- | ----- | ----- | ------- |

#### Grupo F
|    | Equipo                    | PJ | PG | PP | PF  | PC  | +/-  |
| -- | ------------------------- | -- | -- | -- | --- | --- | ---- |
| 1. | Lokomotiv Kuban Krasnodar | 10 | 10 | 0  | 795 | 653 | +142 |
| 3. | PAOK Thessaloniki         | 10 | 6  | 4  | 726 | 726 | 0    |
| 2. | Pinar Karsiyaka Izmir     | 10 | 6  | 4  | 780 | 763 | +17  |
| 4. | Buducnost VOLI Podgorica  | 10 | 3  | 7  | 784 | 797 | -13  |
| 6. | Stelmet Zielona Gora      | 10 | 3  | 7  | 722 | 809 | -87  |
| 5. | Ventspils                 | 10 | 2  | 8  | 665 | 724 | -59  |

|     | LOK   | KSK   | POD   | VEN   | ZGA    | PBC   |
| LOK |       | 75-63 | 79-76 | 72-60 | 78-68  | 87-46 |
| KSK | 85-93 |       | 86-78 | 71-67 | 83-67  | 81-87 |
| POD | 63-77 | 79-82 |       | 87-69 | 100-85 | 76-81 |
| VEN | 60-69 | 72-81 | 82-75 |       | 51-58  | 63-66 |
| ZGA | 78-97 | 71-69 | 76-90 | 69-79 |        | 84-77 |
| PBC | 54-68 | 74-79 | 80-60 | 76-62 | 85-66  |       |
| --- | ----- | ----- | ----- | ----- | ------ | ----- |

## Last 32
El Last 32 empezó el 6 de enero y terminó el 11 de febrero de 2015.
Si los equipos están empatados en victoria y derrotas al final del Last 32, el desempate se aplican en el siguiente orden:
1. Victorias y derrotas entre los equipos implicados.
2. Diferencia de puntos entre los equipos implicados.
3. Diferencia de puntos durante el Last 32.
4. Puntos conseguidos durante el Last 32.
5. Suma de los cocientes de los puntos a favor y puntos en contra en cada partido del Last 32.

| Clasificados para los Octavos de final | Eliminados |

### Grupo G
|    | Equipo                 | PJ | PG | PP | PF  | PC  | +/- |
| -- | ---------------------- | -- | -- | -- | --- | --- | --- |
| 1. | Unics Kazan            | 6  | 4  | 2  | 460 | 432 | +28 |
| 2. | Zenit St Petersburg    | 6  | 3  | 3  | 439 | 479 | -40 |
| 3. | Strasbourg             | 6  | 3  | 3  | 450 | 433 | +17 |
| 4. | CEZ Basketball Nymburk | 6  | 2  | 4  | 454 | 459 | -5  |

|     | UNK   | SIG   | NYM   | ZEN    |
| UNK |       | 60-82 | 75-67 | 103-67 |
| SIG | 72-61 |       | 87-80 | 61-73  |
| NYM | 79-84 | 72-66 |       | 72-84  |
| ZEN | 65-77 | 87-82 | 63-84 |        |
| --- | ----- | ----- | ----- | ------ |

### Grupo H
|    | Equipo                           | PJ | PG | PP | PF  | PC  | +/- |
| -- | -------------------------------- | -- | -- | -- | --- | --- | --- |
| 1. | Herbalife Gran Canaria           | 6  | 5  | 1  | 522 | 462 | +60 |
| 2. | Banvit Bandirma                  | 6  | 4  | 2  | 484 | 450 | +34 |
| 3. | Dinamo Banco di Sardegna Sassari | 6  | 2  | 4  | 470 | 507 | -37 |
| 4. | Buducnost VOLI Podgorica         | 6  | 1  | 5  | 457 | 514 | -57 |

|     | DSS   | HGC   | BAN   | POD   |
| DSS |       | 76-91 | 72-89 | 87-70 |
| HGC | 90-74 |       | 91-80 | 92-69 |
| BAN | 74-75 | 80-70 |       | 87-74 |
| POD | 93-86 | 83-88 | 68-74 |       |
| --- | ----- | ----- | ----- | ----- |

### Grupo I
|    | Equipo                   | PJ | PG | PP | PF  | PC  | +/- |
| -- | ------------------------ | -- | -- | -- | --- | --- | --- |
| 1. | Virtus Rome              | 6  | 4  | 2  | 473 | 442 | +31 |
| 2. | Cedevita Zagreb          | 6  | 4  | 2  | 500 | 493 | +7  |
| 3. | Krasny Oktyabr Volgograd | 6  | 3  | 3  | 471 | 482 | -11 |
| 4. | CAI Zaragoza             | 6  | 1  | 5  | 434 | 461 | -27 |

|     | CED   | ROM   | OKT    | CAI   |
| CED |       | 91-90 | 92-101 | 83-80 |
| ROM | 73-66 |       | 82-66  | 87-66 |
| OKT | 65-83 | 86-88 |        | 71-66 |
| CAI | 84-85 | 67-53 | 71-82  |       |
| --- | ----- | ----- | ------ | ----- |

### Grupo J
|    | Equipo               | PJ | PG | PP | PF  | PC  | +/- |
| -- | -------------------- | -- | -- | -- | --- | --- | --- |
| 1. | Khimki Moscow Region | 6  | 5  | 1  | 512 | 449 | +63 |
| 2. | FoxTown Cantu        | 6  | 3  | 3  | 454 | 449 | +5  |
| 3. | Limoges CSP          | 6  | 3  | 3  | 430 | 430 | 0   |
| 4. | PAOK Thessaloniki    | 6  | 1  | 5  | 421 | 489 | -68 |

|     | LIM   | KHI   | PBC    | CTU   |
| LIM |       | 72-86 | 71-59  | 81-70 |
| KHI | 79-70 |       | 102-68 | 75-62 |
| PBC | 68-79 | 78-82 |        | 78-77 |
| CTU | 68-57 | 99-88 | 78-70  |       |
| --- | ----- | ----- | ------ | ----- |

### Grupo K
|    | Equipo                   | PJ | PG | PP | PF  | PC  | +/- |
| -- | ------------------------ | -- | -- | -- | --- | --- | --- |
| 1. | FC Bayern Munich         | 6  | 6  | 0  | 534 | 437 | +97 |
| 2. | Brose Baskets Bamberg    | 6  | 3  | 3  | 444 | 474 | -30 |
| 3. | JDA Dijon                | 6  | 2  | 4  | 453 | 498 | -45 |
| 4. | Union Olimpija Ljubljana | 6  | 1  | 5  | 473 | 495 | -22 |

|     | BAY   | BRO   | JDA   | UOL   |
| BAY |       | 87-63 | 93-84 | 90-84 |
| BRO | 52-90 |       | 81-86 | 91-90 |
| JDA | 74-84 | 56-86 |       | 77-81 |
| UOL | 80-90 | 65-71 | 73-76 |       |
| --- | ----- | ----- | ----- | ----- |

### Grupo L
|    | Equipo                 | PJ | PG | PP | PF  | PC  | +/- |
| -- | ---------------------- | -- | -- | -- | --- | --- | --- |
| 1. | PGE Turow Zgorzelec    | 6  | 5  | 1  | 553 | 501 | +52 |
| 2. | Lietuvos Rytas Vilnius | 6  | 3  | 3  | 553 | 514 | +39 |
| 3. | Telenet Ostend         | 6  | 2  | 4  | 474 | 506 | -32 |
| 4. | Baloncesto Sevilla     | 6  | 2  | 4  | 473 | 532 | -59 |

|     | TUR   | LRY    | OST    | SEV    |
| TUR |       | 104-93 | 99-71  | 87-84  |
| LRY | 98-86 |        | 111-83 | 100-78 |
| OST | 79-80 | 75-69  |        | 72-84  |
| SEV | 76-97 | 88-82  | 63-94  |        |
| --- | ----- | ------ | ------ | ------ |

### Grupo M
|    | Equipo                           | PJ | PG | PP | PF  | PC  | +/- |
| -- | -------------------------------- | -- | -- | -- | --- | --- | --- |
| 1. | Pinar Karsiyaka Izmir            | 6  | 6  | 0  | 538 | 463 | +75 |
| 2. | Paris Levallois                  | 6  | 3  | 3  | 485 | 486 | -1  |
| 3. | Besiktas Integral Forex Istanbul | 6  | 2  | 4  | 444 | 488 | -44 |
| 4. | Neptunas Klaipeda                | 6  | 1  | 5  | 469 | 499 | -30 |

|     | NEP   | BJK   | PLV   | KSK    |
| NEP |       | 62-69 | 82-73 | 83-90  |
| BJK | 80-78 |       | 71-77 | 77-105 |
| PLV | 88-79 | 93-83 |       | 75-85  |
| KSK | 99-85 | 73-64 | 86-79 |        |
| --- | ----- | ----- | ----- | ------ |

### Grupo N
|    | Equipo                    | PJ | PG | PP | PF  | PC  | +/- |
| -- | ------------------------- | -- | -- | -- | --- | --- | --- |
| 1. | Lokomotiv Kuban Krasnodar | 6  | 6  | 0  | 492 | 416 | +76 |
| 2. | Valencia Basket           | 6  | 3  | 3  | 490 | 459 | +31 |
| 3. | CSU Asesoft Ploiesti      | 6  | 2  | 4  | 469 | 529 | -60 |
| 4. | SLUC Nancy                | 6  | 1  | 5  | 411 | 458 | -47 |

|     | VBC    | LOK   | SLU   | ASE   |
| VBC |        | 89-90 | 77-46 | 87-92 |
| LOK | 74-62  |       | 85-70 | 92-79 |
| SLU | 73-75  | 57-66 |       | 84-67 |
| ASE | 84-100 | 59-85 | 88-81 |       |
| --- | ------ | ----- | ----- | ----- |

## Octavos de final
Los Octavos de final empezaron el 3 de marzo y terminaron el 11 de marzo de 2015. En esta fase se juega en un formato de ida y de vuelta, determinada por un marcador global. El equipo mejor clasificado del Last 32 juega la vuelta en casa.
|    | Equipo                    | Serie   | Equipo                 | Ida   | Vuelta |
| -- | ------------------------- | ------- | ---------------------- | ----- | ------ |
| A. | Unics Kazan               | 145-136 | FoxTown Cantu          | 70-64 | 75-72  |
| B. | Herbalife Gran Canaria    | 159-148 | Cedevita Zagreb        | 84-76 | 75-72  |
| C. | Virtus Rome               | 121-127 | Banvit Bandirma        | 55-71 | 66-56  |
| D. | Khimki Moscow Region      | 175-154 | Zenit St Petersburg    | 86-84 | 89-70  |
| E. | FC Bayern Munich          | 118-174 | Valencia Basket        | 58-80 | 60-94  |
| F. | PGE Turow Zgorzelec       | 149-161 | Paris Levallois        | 71-74 | 78-87  |
| G. | Pinar Karsiyaka Izmir     | 178-162 | Lietuvos Rytas Vilnius | 81-81 | 97-81  |
| H. | Lokomotiv Kuban Krasnodar | 150-131 | Brose Baskets Bamberg  | 80-78 | 70-53  |

### Ida
| 3 de marzo de 2015 18:00 (CET) | Zenit St Petersburg                                        | 84–86                | Khimki Moscow Region                       | San Petersburgo                                                          |  |
|                                | Parciales: 18-26, 16-27, 32-23, 18-10                      |                      |                                            |                                                                          |  |
|                                | Estadísticas Vikhrov, Kulagin, Landry 16 Landry 10 Hodge 9 | Reporte Pts Reb Asts | Estadísticas 22 Rice 9 Augustine 7 Koponen | Pabellón: Sibur Arena Árbitros: Borys Ryzhyk Arnis Ozols Robert Vyklicky |  |

| 3 de marzo de 2015 20:30 (CET) | Paris Levallois                               | 74–71                | PGE Turow Zgorzelec                          | Levallois-Perret                                                                                         |  |
|                                | Parciales: 17-19, 20-14, 16-22, 21-16         |                      |                                              | |  |
|                                | Estadísticas Oniangue 12 Ford, Sane 6 Green 5 | Reporte Pts Reb Asts | Estadísticas 15 Collins 13 Collins 7 Collins | Pabellón: Palais des sports Marcel Cerdan Árbitros: Emilio Perez Pizarro Aleksandar Glisic Carlos Cortes |  |

| 4 de marzo de 2015 18:00 (CET) | Banvit Bandirma                                | 71–55                | Virtus Rome                                  | Bandırma                                                                                       |  |
|                                | Parciales: 22-18, 18-18, 12-15, 19-4           |                      |                                              |                                                                                                |  |
|                                | Estadísticas Mejía 18 Mejía 9 Mejía, Rowland 5 | Reporte Pts Reb Asts | Estadísticas 16 Ejim 5 Ejim, Ebi 6 Stipčević | Pabellón: Banvit Kara Ali Acar Sport Hall Árbitros: Vicente Bulto Oscar Perea Josip Radojkovic |  |

| 4 de marzo de 2015 18:00 (CET) | Lietuvos Rytas Vilnius                           | 81–81                | Pinar Karsiyaka Izmir                 | Vilna                                                                                  |  |
|                                | Parciales: 30-21, 19-19, 18-27, 14-14            |                      |                                       |                                                                                        |  |
|                                | Estadísticas Gecevičius 19 Orelik 8 Gecevičius 5 | Reporte Pts Reb Asts | Estadísticas 20 Dixon 5 Dixon 7 Dixon | Pabellón: Lietuvos rytas Arena Árbitros: Miguel Perez Perez Sinisa Herceg Semen Ovinov |  |

| 4 de marzo de 2015 19:00 (CET) | Brose Baskets Bamberg                            | 78–80                | Lokomotiv Kuban Krasnodar                        | Bamberg                                                                                    |  |
|                                | Parciales: 15-27, 22-20, 20-17, 21-16            |                      |                                                  |                                                                                            |  |
|                                | Estadísticas Strelnieks 15 Mbakwe 12 Wanamaker 6 | Reporte Pts Reb Asts | Estadísticas 20 Simon 5 Hendrix, Simon 5 Delaney | Pabellón: Brose Arena Árbitros: Juan Carlos García Gonzalez Seffi Shemmesh Tomislav Hordov |  |

| 4 de marzo de 2015 20:15 (CET) | Cedevita Zagreb                           | 76–84                | Herbalife Gran Canaria                     | Zagreb                                                                                |  |
|                                | Parciales: 25-19, 19-26, 16-17, 16-22     |                      |                                            |                                                                                       |  |
|                                | Estadísticas Pilepić 18 Bilan 6 Gordić 12 | Reporte Pts Reb Asts | Estadísticas 16 Newley 11 Tavares 7 Bellas | Pabellón: Dražen Petrović Árbitros: Fernando Rocha Nicola Maestre Anastasios Piloidis |  |

| 4 de marzo de 2015 20:30 (CET) | FoxTown Cantu                                           | 64–70                | Unics Kazan                                                              | Cantù                                                                              |  |
|                                | Parciales: 19-27, 19-12, 17-21, 9-10                    |                      |                                                                          |                                                                                    |  |
|                                | Estadísticas Johnson-Odom 15 Williams 7 Buva, Gentile 2 | Reporte Pts Reb Asts | Estadísticas 14 Langford, Bykov 11 D'or Fischer 2 White, Bykov, Jerrells | Pabellón: Mapooro Arena Árbitros: Recep Ankarali Petri Mantyla Jean-Charles Collin |  |

| 4 de marzo de 2015 20:45 (CET) | Valencia Basket                                                    | 80–58                | FC Bayern Munich                              | Valencia                                                                                   |  |
|                                | Parciales: 16-16, 21-17, 24-11, 19-14                              |                      |                                               |                                                                                            |  |
|                                | Estadísticas Dubljević 18 Dubljević, Aguilar 6 Ribas, Van Rossom 3 | Reporte Pts Reb Asts | Estadísticas 19 Micić 8 Bryant 3 Schaffartzik | Pabellón: Pabellón Fuente de San Luis Árbitros: Eddie Viator Marek Cmikiewicz Sergio Silva |  |

### Vuelta
| 10 de marzo de 2015 18:00 (CET) | Lokomotiv Kuban Krasnodar                                      | 70–53                | Brose Baskets Bamberg                                  | Krasnodar                                                                  |  |
|                                 | Parciales: 23-10, 17-17, 20-14, 10-12                          |                      |                                                        |                                                                            |  |
|                                 | Estadísticas Brown 22 Delaney, Brown, Hendrix, Simon 5 Brown 5 | Reporte Pts Reb Asts | Estadísticas 15 Strelnieks 7 Mbakwe 2 Harris, Robinson | Pabellón: Basket Hall Árbitros: Milivoje Jovcic Roberto Chiari Marko Juras |  |

| 11 de marzo de 2015 17:00 (CET) | Unics Kazan                                                       | 75–72                | FoxTown Cantu                          | Kazán                                                                               |  |
|                                 | Parciales: 11-14, 29-17, 16-20, 19-21                             |                      |                                        |                                                                                     |  |
|                                 | Estadísticas Kaimakoglou 14 Kaimakoglou 8 Langford, Kaimakoglou 5 | Reporte Pts Reb Asts | Estadísticas 17 Buva 6 Buva 4 Feldeine | Pabellón: Basket Hall Kazan Árbitros: Jakub Zamojski Murat Biricik Uros Obrknezevic |  |

| 11 de marzo de 2015 17:30 (CET) | Khimki Moscow Region                    | 89–70                | Zenit St Petersburg                           | Jimki |  |
|                                 | Parciales: 26-11, 20-22, 27-16, 16-21   |                      |                                               | |  |
|                                 | Estadísticas Koponen 24 Monia 8 Monia 6 | Reporte Pts Reb Asts | Estadísticas 13 Vikhrov 6 Borovnjak 5 Vikhrov | Pabellón: Basketball Center of Moscow Region Árbitros: Panagiotis Anastopoulos Damir Javor Ingus Baumanis |  |

| 11 de marzo de 2015 19:00 (CET) | Pinar Karsiyaka Izmir                                                | 97–81                | Lietuvos Rytas Vilnius                                                | Karşıyaka                                                                         |  |
|                                 | Parciales: 20-13, 33-21, 27-25, 17-22                                |                      |                                                                       |                                                                                   |  |
|                                 | Estadísticas Diebler 26 Gabriel 6 Hersek, Strawberry, Dixon, Nalga 5 | Reporte Pts Reb Asts | Estadísticas 22 Orelik 5 Orelik 3 Juškevičius, Gecevičius, Janavičius | Pabellón: Karşıyaka Arena Árbitros: Sreten Radovic Elias Koromilas Igor Mitrovski |  |

| 11 de marzo de 2015 19:00 (CET) | PGE Turow Zgorzelec                                | 78–87                | Paris Levallois                       | Zgorzelec                                                                 |  |
|                                 | Parciales: 22-18, 12-26, 15-14, 29-29              |                      |                                       |                                                                           |  |
|                                 | Estadísticas Moldoveanu 19 Moldoveanu 10 Collins 6 | Reporte Pts Reb Asts | Estadísticas 24 Schilb 9 Ford 6 Green | Pabellón: PGE Turow Arena Árbitros: Paolo Taurino Sasa Maricic Saso Petek |  |

| 11 de marzo de 2015 20:45 (CET) | FC Bayern Munich                       | 60–94                | Valencia Basket                                     | Múnich                                                                           |  |
|                                 | Parciales: 20-28, 11-22, 10-20, 19-24  |                      |                                                     |                                                                                  |  |
|                                 | Estadísticas Gavel 14 Zipser 7 Gavel 4 | Reporte Pts Reb Asts | Estadísticas 16 Dubljević 10 Dubljević 5 Van Rossom | Pabellón: Audi Dome Árbitros: Grzegorz Ziemblicki Spiros Gkontas Sergiy Zashchuk |  |

| 11 de marzo de 2015 20:45 (CET) | Virtus Rome                                      | 66–56                | Banvit Bandirma                       | Roma                                                                                   |  |
|                                 | Parciales: 18-18, 13-11, 20-11, 15-16            |                      |                                       |                                                                                        |  |
|                                 | Estadísticas Stipčević 23 De Zeeuw 6 Stipčević 6 | Reporte Pts Reb Asts | Estadísticas 21 Mejía 9 Mejía 3 Davis | Pabellón: Palazzetto dello Sport Árbitros: Antonio Conde Milija Vojinovic David Romano |  |

| 11 de marzo de 2015 21:00 (CET) | Herbalife Gran Canaria                   | 75–72                | Cedevita Zagreb                                     | Las Palmas de Gran Canaria                                                                   |  |
|                                 | Parciales: 16-19, 24-20, 21-17, 14-16    |                      |                                                     |                                                                                              |  |
|                                 | Estadísticas Kuric 20 Kendall 7 Bellas 9 | Reporte Pts Reb Asts | Estadísticas 13 Barać 4 Zubčić, Barać, Bilan 7 Ukić | Pabellón: Gran Canaria Arena Árbitros: Robert Lottermoser Joseph Bissang Nick Van den Broeck |  |

## Cuartos de final
Los cuartos de final empezaron el 17 de marzo y terminaron el 25 de marzo de 2015. En esta fase se juega en un formato de ida y de vuelta, determinada por un marcador global. El equipo mejor clasificado del Last 32 juega la vuelta en casa.
|    | Equipo                    | Serie   | Equipo                 | Ida   | Vuelta |
| -- | ------------------------- | ------- | ---------------------- | ----- | ------ |
| A. | Lokomotiv Kuban Krasnodar | 145-157 | Unics Kazan            | 87-78 | 58-79  |
| B. | Pinar Karsiyaka Izmir     | 140-151 | Herbalife Gran Canaria | 66-76 | 74-75  |
| C. | Banvit Bandirma           | 140-138 | Paris Levallois        | 65-67 | 75-71  |
| D. | Khimki Moscow Region      | 152-136 | Valencia Basket        | 76-75 | 76-61  |

### Ida
| 17 de marzo de 2015 20:45 (CET) | Valencia Basket                              | 75–76                | Khimki Moscow Region                        | Valencia                                                                                     |  |
|                                 | Parciales: 20-17, 15-24, 17-24, 23-11        |                      |                                             |                                                                                              |  |
|                                 | Estadísticas Van Rossom 15 Aguilar 7 Ribas 5 | Reporte Pts Reb Asts | Estadísticas 27 Rice 7 Honeycutt 7 Vyaltsev | Pabellón: Pabellón Fuente de San Luis Árbitros: Luigi Lamonica Tolga Sahin Petros Papapetrou |  |

| 18 de marzo de 2015 18:00 (CET) | Unics Kazan                                      | 78–87                | Lokomotiv Kuban Krasnodar                        | Kazán                                                                            |  |
|                                 | Parciales: 23-20, 18-23, 21-26, 16-18            |                      |                                                  |                                                                                  |  |
|                                 | Estadísticas Langford 19 D'or Fischer 10 Bykov 5 | Reporte Pts Reb Asts | Estadísticas 23 Delaney 7 Hendrix, Simon 7 Simon | Pabellón: Basket Hall Kazan Árbitros: Dani Hierrezuelo Ersan Kartal David Romano |  |

| 18 de marzo de 2015 20:00 (CET) | Paris Levallois                        | 67–65                | Banvit Bandirma                                                                          | Levallois-Perret                                                                                                 |  |
|                                 | Parciales: 16-17, 14-16, 21-18, 16-14  |                      |                                                                                          | |  |
|                                 | Estadísticas Schilb 12 Ford 8 Green 11 | Reporte Pts Reb Asts | Estadísticas 16 Dragičević 9 Dragičević 3 Rowland, Edge, Davis, Baron, Dragičević, Mutaf | Pabellón: Palais des sports Marcel Cerdan Árbitros: Juan Carlos García Gonzalez Anastasios Piloidis Semen Ovinov |  |

| 18 de marzo de 2015 21:30 (CET) | Herbalife Gran Canaria                                         | 76–66                | Pinar Karsiyaka Izmir                       | Las Palmas de Gran Canaria                                                                 |  |
|                                 | Parciales: 22-17, 20-25, 15-13, 19-11                          |                      |                                             |                                                                                            |  |
|                                 | Estadísticas Oliver 17 Báez 9 Urtasun, Bellas, Báez, Kendall 2 | Reporte Pts Reb Asts | Estadísticas 18 Palacios 6 Palacios 6 Dixon | Pabellón: Gran Canaria Arena Árbitros: Milivoje Jovcic Olegs Latisevs Jurgis Laurinavicius |  |

### Vuelta
| 24 de marzo de 2015 18:00 (CET) | Banvit Bandirma                         | 75–71                | Paris Levallois                      | Bandırma                                                                                                |  |
|                                 | Parciales: 17-8, 17-24, 15-13, 26-26    |                      |                                      | |  |
|                                 | Estadísticas Mejía 18 Mejía 9 Rowland 4 | Reporte Pts Reb Asts | Estadísticas 16 Green 7 Ford 9 Green | Pabellón: Banvit Kara Ali Acar Sport Hall Árbitros: Jose Ramon Garcia Ortiz Sreten Radovic Sergio Silva |  |

| 25 de marzo de 2015 18:00 (CET) | Khimki Moscow Region                     | 76–61                | Valencia Basket                               | Jimki                                                                                                 |  |
|                                 | Parciales: 21-20, 21-16, 20-11, 14-14    |                      |                                               | |  |
|                                 | Estadísticas Rice 18 Honeycutt 9 Rice 10 | Reporte Pts Reb Asts | Estadísticas 15 Dubljević 7 Dubljević 3 Vives | Pabellón: Basketball Center of Moscow Region Árbitros: Ilija Belosevic Carmelo Paternico David Romano |  |

| 25 de marzo de 2015 18:00 (CET) | Lokomotiv Kuban Krasnodar                           | 58–79                | Unics Kazan                                 | Krasnodar                                                                   |  |
|                                 | Parciales: 17-14, 16-20, 11-20, 14-25               |                      |                                             |                                                                             |  |
|                                 | Estadísticas Delaney 16 Hendrix 10 Delaney, Simon 2 | Reporte Pts Reb Asts | Estadísticas 29 White 8 White 4 Kaimakoglou | Pabellón: Basket Hall Árbitros: Miguel Perez Perez Antonio Conde Amit Balak |  |

| 25 de marzo de 2015 19:00 (CET) | Pinar Karsiyaka Izmir                      | 74–75                | Herbalife Gran Canaria                            | Karşıyaka                                                                    |  |
|                                 | Parciales: 19-19, 13-22, 21-18, 21-16      |                      |                                                   |                                                                              |  |
|                                 | Estadísticas Dixon 24 Strawberry 9 Dixon 5 | Reporte Pts Reb Asts | Estadísticas 15 Newley 6 Newley 3 Newley, O'Leary | Pabellón: Karşıyaka Arena Árbitros: Sasa Pukl Spiros Gkontas Marcin Kowalski |  |

## Semifinales
Las Semifinales empezaron el 31 de marzo y terminaron el 8 de abril de 2015. En esta fase se juega en un formato de ida y de vuelta, determinada por un marcador global. El equipo mejor clasificado del Last 32 juega la vuelta en casa.
|    | Equipo                 | Serie   | Equipo          | Ida   | Vuelta |
| -- | ---------------------- | ------- | --------------- | ----- | ------ |
| A. | Herbalife Gran Canaria | 161-146 | Unics Kazan     | 83-70 | 78-76  |
| B. | Khimki Moscow Region   | 175-172 | Banvit Bandirma | 82-83 | 93-89  |

### Ida
| 1 de abril de 2015 19:15 (CET) | Unics Kazan                                 | 70–83                | Herbalife Gran Canaria                                    | Kazán                                                                         |  |
|                                | Parciales: 11-26, 23-17, 21-21, 15-19       |                      |                                                           |                                                                               |  |
|                                | Estadísticas Bykov 17 Kaimakoglou 6 Bykov 8 | Reporte Pts Reb Asts | Estadísticas 12 Newley, Báez, Tavares 11 Tavares 9 Bellas | Pabellón: Basket Hall Kazan Árbitros: Ilija Belosevic Tolga Sahin Damir Javor |  |

| 1 de abril de 2015 19:45 (CET) | Banvit Bandirma                             | 83–82                | Khimki Moscow Region                     | Bandırma                                                                                      |  |
|                                | Parciales: 22-19, 18-17, 20-23, 23-23       |                      |                                          |                                                                                               |  |
|                                | Estadísticas Rowland 21 Simmons 7 Rowland 5 | Reporte Pts Reb Asts | Estadísticas 22 Rice 10 Augustine 7 Rice | Pabellón: Banvit Kara Ali Acar Sport Hall Árbitros: Paolo Taurino Vicente Bulto Carlos Cortes |  |

### Vuelta
| 8 de abril de 2015 18:30 (CET) | Khimki Moscow Region                     | 93–89                | Banvit Bandirma                                                      | Jimki |  |
|                                | Parciales: 20-15, 22-20, 23-25, 28-29    |                      |                                                                      | |  |
|                                | Estadísticas Rice 28 Augustine 9 Monia 5 | Reporte Pts Reb Asts | Estadísticas 25 Mejía 5 Davis, Mejía, Veremeenko, Dragičević 5 Davis | Pabellón: Basketball Center of Moscow Region Árbitros: Christos Christrodoulou Matej Boltauzer Carlos Peruga |  |

| 8 de abril de 2015 21:00 (CET) | Herbalife Gran Canaria                   | 78–76                | Unics Kazan                                  | Las Palmas de Gran Canaria                                                                    |  |
|                                | Parciales: 22-21, 18-15, 20-23, 18-17    |                      |                                              |                                                                                               |  |
|                                | Estadísticas Kendall 17 Báez 11 Bellas 5 | Reporte Pts Reb Asts | Estadísticas 20 White 6 D'or Fischer 5 Bykov | Pabellón: Gran Canaria Arena Árbitros: Recep Ankarali Jakub Zamojski Panagiotis Anastopooulos |  |

## Finales
Las Finales empezaron el 24 de abril y terminaron el 29 de abril de 2015. En esta fase se juega en un formato de ida y de vuelta, determinada por un marcador global. El equipo mejor clasificado del Last 32 juega la vuelta en casa.
| Equipo               | Serie   | Equipo                 | Ida   | Vuelta |
| -------------------- | ------- | ---------------------- | ----- | ------ |
| Khimki Moscow Region | 174-130 | Herbalife Gran Canaria | 91-66 | 83-64  |

### Ida
| 24 de abril de 2015 20:45 (CET) | Herbalife Gran Canaria                | 66–91                | Khimki Moscow Region                                               | Las Palmas de Gran Canaria                                                       |  |
|                                 | Parciales: 19-21, 14-19, 21-19, 12-32 |                      |                                                                    |                                                                                  |  |
|                                 | Estadísticas Kuric 23 Báez 7 Oliver 4 | Reporte Pts Reb Asts | Estadísticas 18 Koponen, Vyaltsev 6 Augustine, Monia, Davis 5 Rice | Pabellón: Gran Canaria Arena Árbitros: Fernando Rocha Roberto Chiari Rustu Nuran |  |

### Vuelta
| 29 de abril de 2015 18:30 (CET) | Khimki Moscow Region                         | 83–64                | Herbalife Gran Canaria                      | Jimki                                                                                           |  |
|                                 | Parciales: 27-18, 18-12, 23-16, 15-18        |                      |                                             |                                                                                                 |  |
|                                 | Estadísticas Augustine 18 Davis 10 Popović 7 | Reporte Pts Reb Asts | Estadísticas 17 Tavares 10 Tavares 4 Bellas | Pabellón: Basketball Center of Moscow Region Árbitros: Sasa Pukl Milivoje Jovcic Ioannis Foufis |  |

| Campeones de la Eurocup 2014-15     |
| ----------------------------------- |
| Khimki Moscow Region Segundo título |

## Estadísticas individuales

### Valoración
| Pos. | Jugador       | Equipo                    | Partidos | Valoración | VPP   |
| ---- | ------------- | ------------------------- | -------- | ---------- | ----- |
| 1.   | Derrick Brown | Lokomotiv Kuban Krasnodar | 18       | 356        | 19,78 |
| 2.   | Romeo Travis  | Krasny Oktyabr Volgograd  | 16       | 304        | 19,00 |
| 3.   | Bobby Dixon   | Pinar Karsiyaka Izmir     | 20       | 375        | 18,75 |
| 4.   | Sharrod Ford  | Paris Levallois           | 20       | 371        | 18,55 |
| 5.   | Tyrese Rice   | Khimki Moscow Region      | 24       | 438        | 18,25 |

### Puntos
| Pos. | Jugador         | Equipo                           | Partidos | Puntos | PPP   |
| ---- | --------------- | -------------------------------- | -------- | ------ | ----- |
| 1.   | Randy Culpepper | Krasny Oktyabr Volgograd         | 13       | 249    | 19,15 |
| 2.   | John Prince     | Telenet Ostend                   | 16       | 274    | 17,13 |
| 3.   | Tyrese Rice     | Khimki Moscow Region             | 24       | 407    | 16,96 |
| 4.   | Bobby Dixon     | Pinar Karsiyaka Izmir            | 20       | 335    | 16,75 |
| 5.   | Chris Lofton    | Besiktas Integral Forex Istanbul | 15       | 238    | 15,87 |

### Rebotes
| Pos. | Jugador        | Equipo                   | Partidos | Rebotes | RPP  |
| ---- | -------------- | ------------------------ | -------- | ------- | ---- |
| 1.   | Sharrod Ford   | Paris Levallois          | 20       | 177     | 8,85 |
| 2.   | Trevor Mbakwe  | Brose Baskets Bamberg    | 18       | 151     | 8,39 |
| 3.   | Randal Falker  | SLUC Nancy               | 15       | 122     | 8,13 |
| 4.   | Walter Tavares | Herbalife Gran Canaria   | 23       | 178     | 7,74 |
| 5.   | Romeo Travis   | Krasny Oktyabr Volgograd | 16       | 115     | 7,19 |

### Asistencias
| Pos. | Jugador           | Equipo                   | Partidos | Asistencias | APP  |
| ---- | ----------------- | ------------------------ | -------- | ----------- | ---- |
| 1.   | Mike Green        | Paris Levallois          | 20       | 147         | 7,35 |
| 2.   | Bradley Wanamaker | Brose Baskets Bamberg    | 18       | 116         | 6,44 |
| 3.   | Walter Hodge      | Zenit St Petersburg      | 18       | 113         | 6,28 |
| 4.   | Omar Cook         | Buducnost VOLI Podgorica | 16       | 97          | 6,06 |
| 5.   | Pedro Llompart    | CAI Zaragoza             | 16       | 95          | 5,94 |

### Otras estadísticas
| Categoría                    | Jugador           | Equipo                    | Partidos | Récord |
| Robos por partido            | Bradley Wanamaker | Brose Baskets Bamberg     | 18       | 2,11   |
| Tapones por partido          | Walter Tavares    | Herbalife Gran Canaria    | 23       | 1,91   |
| Pérdidas por partido         | Walter Hodge      | Zenit St Petersburg       | 18       | 3,61   |
| Faltas recibidas por partido | Erving Walker     | JDA Dijon                 | 16       | 5,50   |
| Minutos por partido          | Bobby Dixon       | Pinar Karsiyaka Izmir     | 20       | 33:37  |
| %T2                          | Walter Tavares    | Herbalife Gran Canaria    | 23       | 70,7 % |
| %T3                          | Kevin Langford    | PAOK Thessaloniki         | 16       | 54,8 % |
| %T3                          | Anthony Randolph  | Lokomotiv Kuban Krasnodar | 14       | 54,8 % |
| %TL                          | Jānis Strēlnieks  | Brose Baskets Bamberg     | 18       | 93,2 % |

### Máximos de partido
| Categoría        | Jugador              | Equipo                      | Récord |
| Valoración       | Donta Smith          | Hapoel Bank Yahav Jerusalem | 40     |
| Valoración       | Darius Johnson-Odom  | FoxTown Cantu               | 40     |
| Valoración       | Walter Tavares       | Herbalife Gran Canaria      | 40     |
| Valoración       | Mardy Collins        | PGE Turow Zgorzelec         | 40     |
| Puntos           | Sharrod Ford         | Paris Levallois             | 35     |
| Rebotes          | Ondreg Balvin        | Baloncesto Sevilla          | 19     |
| Asistencias      | Omar Cook            | Buducnost VOLI Podgorica    | 16     |
| Robos            | Mindaugas Lukauskis  | Lietuvos Rytas Vilnius      | 6      |
| Robos            | Evangelos Margaritis | PAOK Thessaloniki           | 6      |
| Robos            | Dawan Robinson       | Brose Baskets Bamberg       | 6      |
| Tapones          | Walter Tavares       | Herbalife Gran Canaria      | 6      |
| Pérdidas         | Bobby Dixon          | Pinar Karsiyaka Izmir       | 8      |
| Pérdidas         | Kyle Gibson          | Virtus Rome                 | 8      |
| Pérdidas         | Dee Brown            | CSU Asesoft Ploiesti        | 8      |
| Faltas recibidas | Jake Odum            | PAOK Thessaloniki           | 11     |
| Faltas recibidas | Walter Hodge         | Zenit St Petersburg         | 11     |
| Faltas recibidas | Achille Polonara     | Grissin Bon Reggio Emilia   | 11     |

## Galardones

### MVP de la Temporada
| Pos. | Jugador     | Equipo               | Ref.  |
| ---- | ----------- | -------------------- | ----- |
| B    | Tyrese Rice | Khimki Moscow Region | [ 4 ] |

### MVP de las Finales
| Pos. | Jugador     | Equipo               | Ref.  |
| ---- | ----------- | -------------------- | ----- |
| B    | Tyrese Rice | Khimki Moscow Region | [ 5 ] |

### Quinteto ideal de la temporada
| Pos. | Primer Quinteto ideal | Primer Quinteto ideal     | Segundo Quinteto Ideal | Segundo Quinteto Ideal    | Ref.  |
| Pos. | Jugador               | Equipo                    | Jugador                | Equipo                    | Ref.  |
| ---- | --------------------- | ------------------------- | ---------------------- | ------------------------- | ----- |
| B    | Tyrese Rice           | Khimki Moscow Region      | Bobby Dixon            | Pinar Karsiyaka Izmir     | [ 6 ] |
| E    | Petteri Koponen       | Khimki Moscow Region      | Keith Langford         | Unics Kazan               | [ 6 ] |
| A    | Sammy Mejía           | Banvit Bandirma           | Kyle Kuric             | Herbalife Gran Canaria    | [ 6 ] |
| AP   | Derrick Brown         | Lokomotiv Kuban Krasnodar | Anthony Randolph       | Lokomotiv Kuban Krasnodar | [ 6 ] |
| P    | Walter Tavares        | Herbalife Gran Canaria    | Sharrod Ford           | Paris Levallois           | [ 6 ] |

### Estrella emergente
| Pos. | Jugador            | Equipo             | Ref.  |
| ---- | ------------------ | ------------------ | ----- |
| AP   | Kristaps Porziņģis | Baloncesto Sevilla | [ 7 ] |

### Entrenador del Año
| Entrenador          | Equipo                 | Ref.  |
| ------------------- | ---------------------- | ----- |
| Aíto García Reneses | Herbalife Gran Canaria | [ 8 ] |

### Jugador de la jornada
| Jornada          | Jugador               | Equipo                        | Valoración     |
| Fase de grupos   | Fase de grupos        | Fase de grupos                | Fase de grupos |
| ---------------- | --------------------- | ----------------------------- | -------------- |
| 1                | Brandon Triche        | Virtus Rome                   | 37             |
| 2                | Dee Brown             | CSU Asesoft Ploiesti          | 33             |
| 3                | Brandon Triche (2)    | Virtus Rome (2)               | 27             |
| 4                | Darius Adams          | SLUC Nancy                    | 36             |
| 5                | Walter Hodge          | Zenit St Petersburg           | 34             |
| 6                | Romeo Travis          | Krasny Oktyabr Volgograd      | 34             |
| 7                | Achille Polonara      | Grissin Bon Reggio Emilia     | 34             |
| 7                | Romeo Travis (2)      | Krasny Oktyabr Volgograd (2)  | 34             |
| 8                | Guillermo Hernangómez | Baloncesto Sevilla            | 31             |
| 9                | Darius Johnson-Odom   | FoxTown Cantu                 | 40             |
| 10               | Milan Mačvan          | Partizan NIS Belgrade         | 34             |
| Last 32          |                       |                               |                |
| 1                | Walter Tavares        | Herbalife Gran Canaria        | 40             |
| 2                | Anthony Randolph      | Lokomotiv Kuban Krasnodar     | 36             |
| 2                | Halil Kanacević       | Union Olimpija Ljubljana      | 36             |
| 3                | Martynas Gecevičius   | Lietuvos Rytas Vilnius        | 38             |
| 4                | Mardy Collins         | PGE Turow Zgorzelec           | 40             |
| 5                | Damian Kulig          | PGE Turow Zgorzelec (2)       | 38             |
| 6                | Sharrod Ford          | Paris Levallois               | 37             |
| Octavos de final |                       |                               |                |
| 1                | Sammy Mejía           | Banvit Bandirma               | 33             |
| 2                | Jon Diebler           | Pinar Karsiyaka Izmir         | 31             |
| Cuartos de final |                       |                               |                |
| 1                | Tyrese Rice           | Khimki Moscow Region          | 27             |
| 1                | Krunoslav Simon       | Lokomotiv Kuban Krasnodar (2) | 27             |
| 2                | James White           | Unics Kazan                   | 38             |
| Semifinales      |                       |                               |                |
| 1                | Walter Tavares (2)    | Herbalife Gran Canaria (2)    | 30             |
| 2                | Tyrese Rice (2)       | Khimki Moscow Region (2)      | 22             |
| 2                | James Augustine       | Khimki Moscow Region (3)      | 22             |